# Kerinciola similis
Kerinciola similis är en insektsart som först beskrevs av Lucien Chopard 1969.  Kerinciola similis ingår i släktet Kerinciola och familjen syrsor. Inga underarter finns listade i Catalogue of Life.